# Archaeothyris

Diagrama del cráneo de Archaeothyris mostrando los restos conocidos en amarillo claro.

Archaeothyris es un género de sinápsidos del orden Pelycosauria que vivió en el período Carbonífero superior (Pensilvánico) en lo que ahora es Nueva Escocia. Archaeothyris era carnívoro, medía unos 50 centímetros de largo, y poseía dientes afilados y puntiagudos. Fue el primer sinápsido y, aunque tuviera apariencia de lagarto, no guarda ninguna relación con ellos.